# Christen Købke

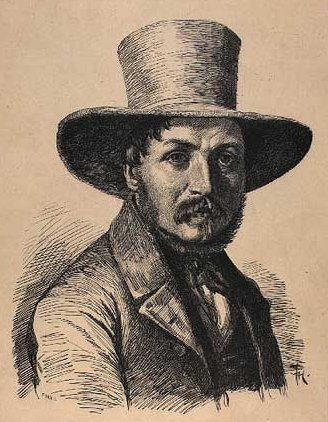
Christen Købke.

Christen Schiellerup Købke, född 26 maj 1810 i Köpenhamn, död 7 februari 1848 i Köpenhamn, var en dansk målare.
Købke, vars far var bagare, studerade från sitt tolfte år vid konstakademien och i Christian August Lorentzens och Christoffer Wilhelm Eckersbergs skolor. Bland Eckersbergs elever var han en av dem som med största talang idkade såväl porträtt- som landskapsmålning. Hans porträtt utmärks av ärlighet och sanning i form och färg; detsamma kan sägas även om hans studier från Köpenhamns utkanter och omgivningar. Åren 1838-1840 vistades Købke i Italien. 
Hans arbeten är dels bilder från det gamla idylliska Köpenhamn: Norra Kastellporten (i Glyptoteket), Utsikt från Dosseringen vid Sortedamssøen mot Nørrebro, Sommarmorgon på Österbro (liksom den föregående på Konstmuseet), Utsikt vid Kastelhallen och Frederiksbergs slott, sett från Jægerbakken (med flera i Hirschsprungska samlingen), Viken vid kalkbränneriet (galleriet på Nivaagaard), dels folktyper i landskap (Cigarrsäljaren), dels porträtt av familjemedlemmar, kamrater och andra (flera av dem finns på konstmuseet och i Hirschsprungska samlingen). Hans huvudarbete från Italien är Morgon vid kusten av Capri (Konstmuseet). I känslans äkthet och innerlighet och utförandets konstnärsglädje står Købke i främsta ledet bland danska målare. Målningen Höstmorgon vid Sortedamssøen ingår i Danmarks kulturkanon. Købke är även representerad vid bland annat Göteborgs konstmuseum och Nationalmuseum i Stockholm.

## Bildgalleri

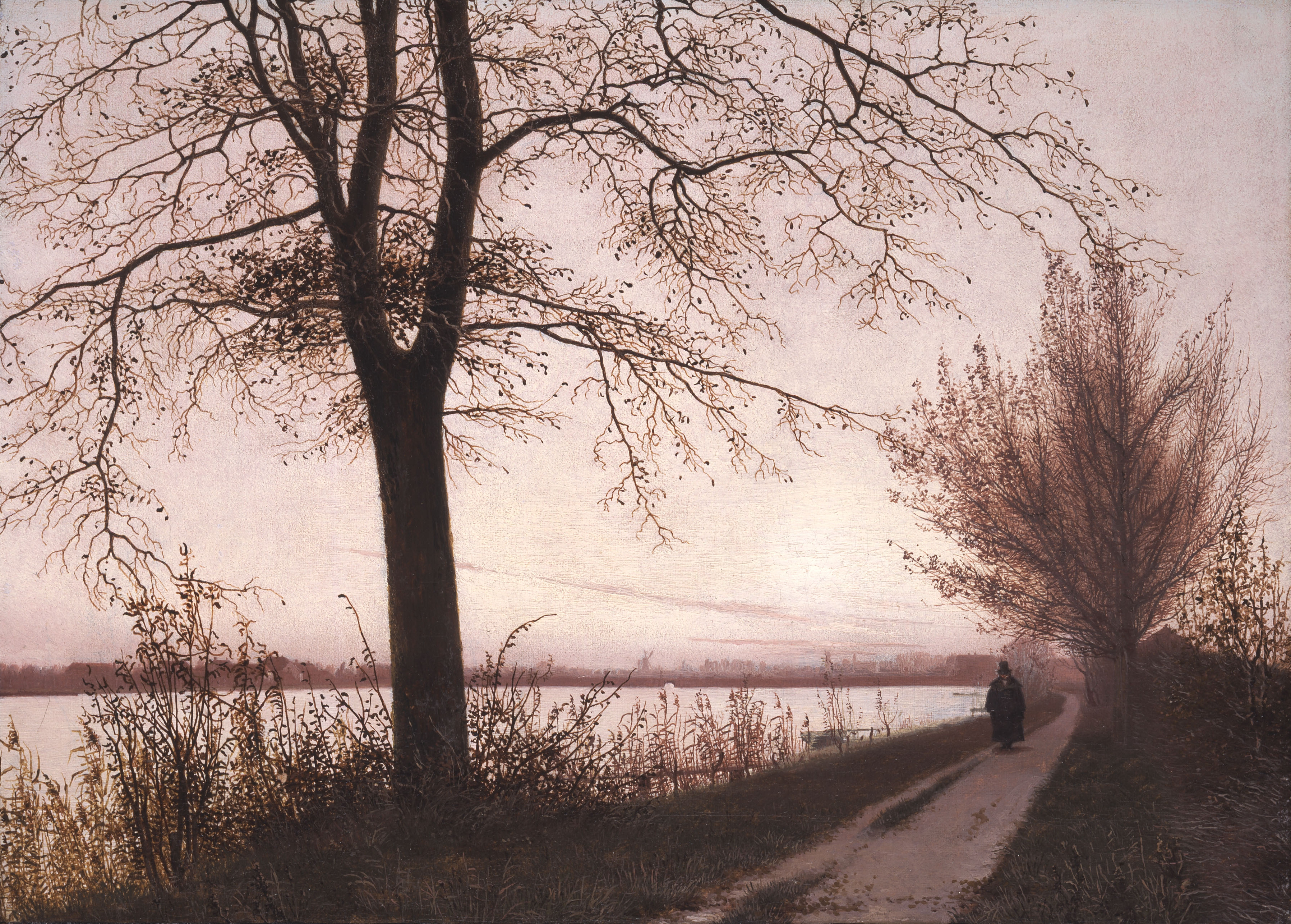
Höstmorgon vid Sortedamssøen (1838), Ny Carlsberg Glyptotek.
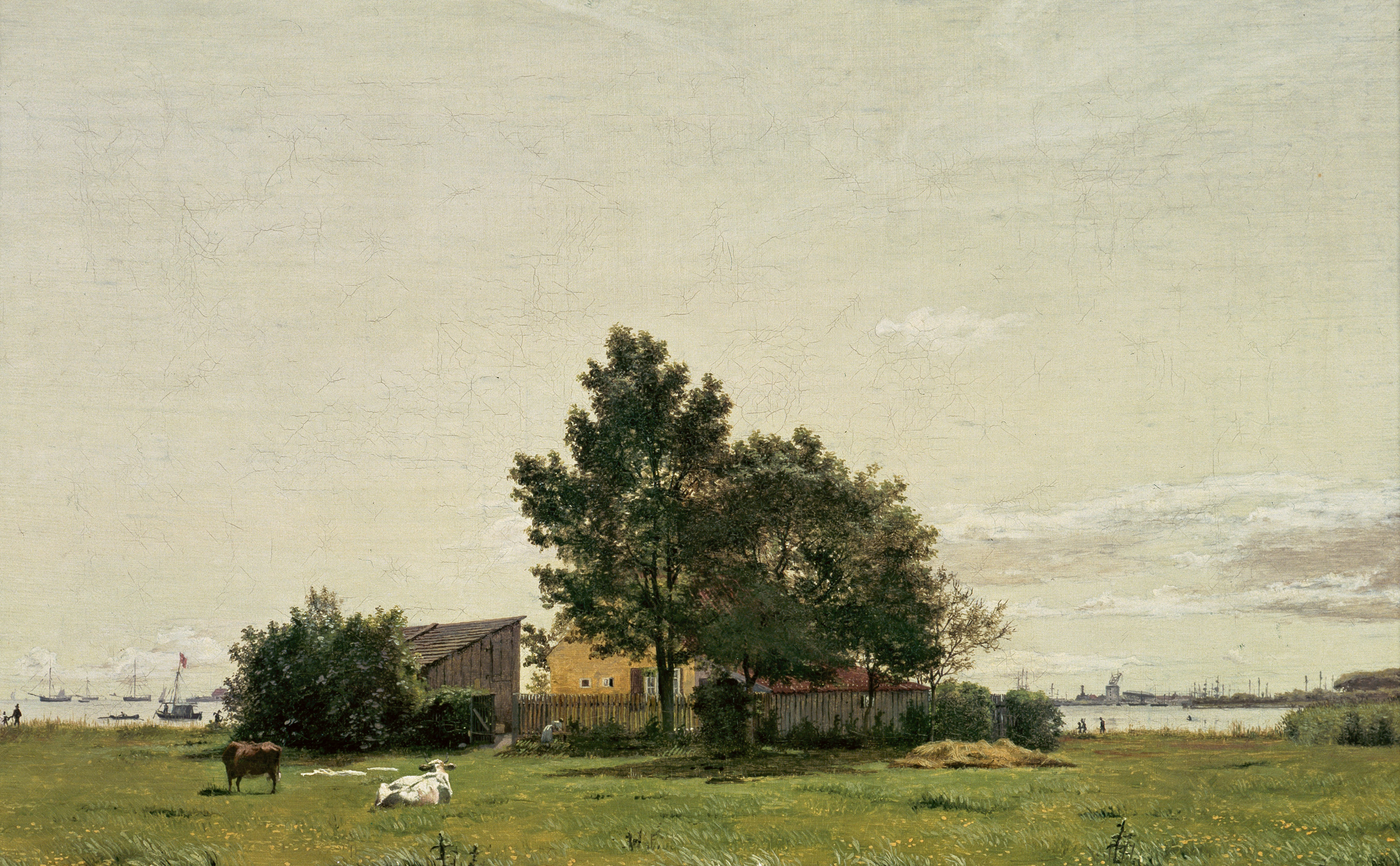
Parti i nærheden af Kalkbrænderiet med udsigt mod København
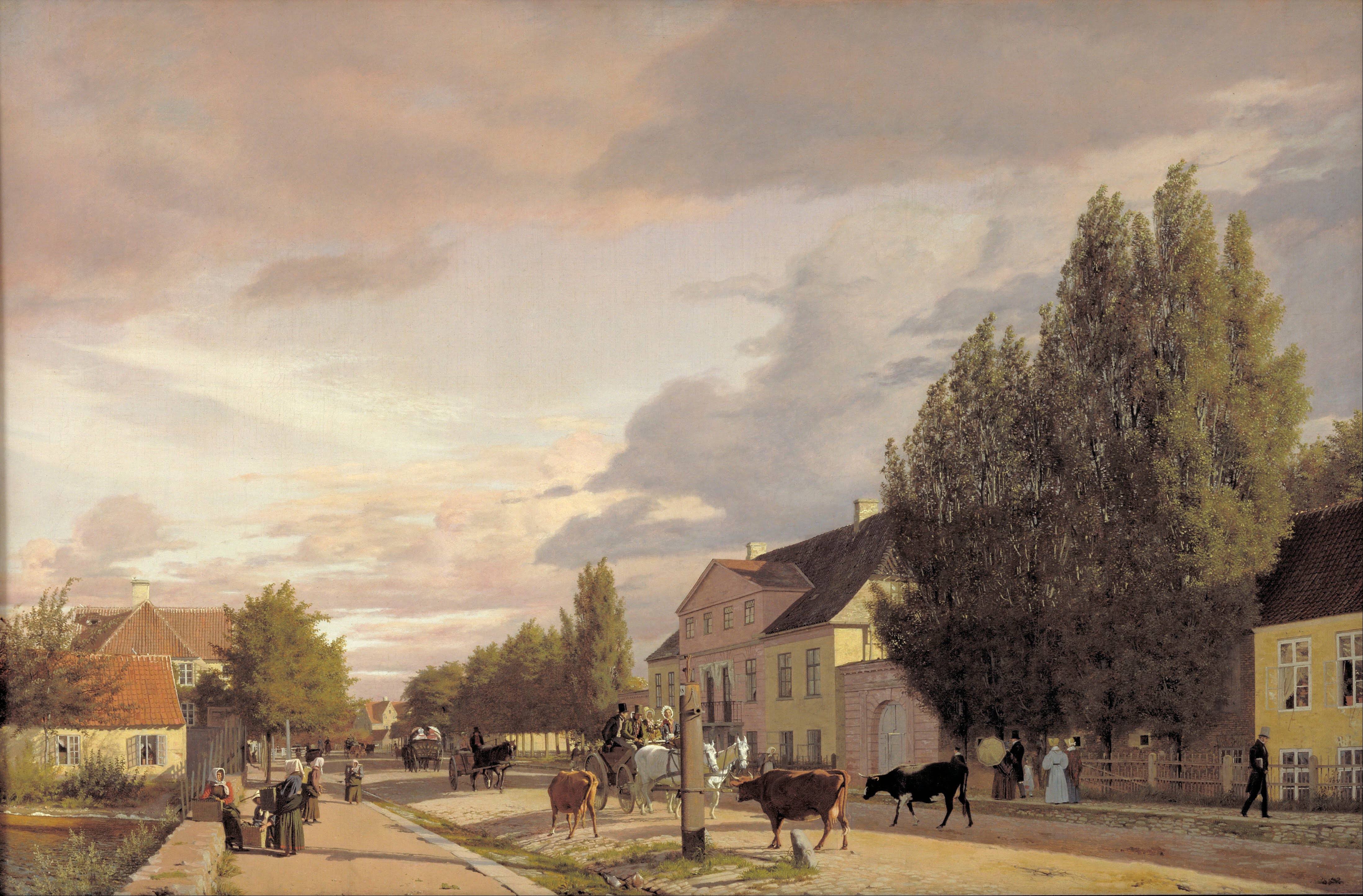
Østerbro i morgonljus (1836), Statens Museum for Kunst.
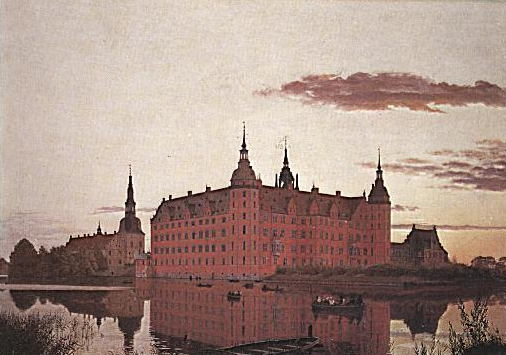
Frederiksborgs slott i kvällsljus ved Aftenbelysning 1835
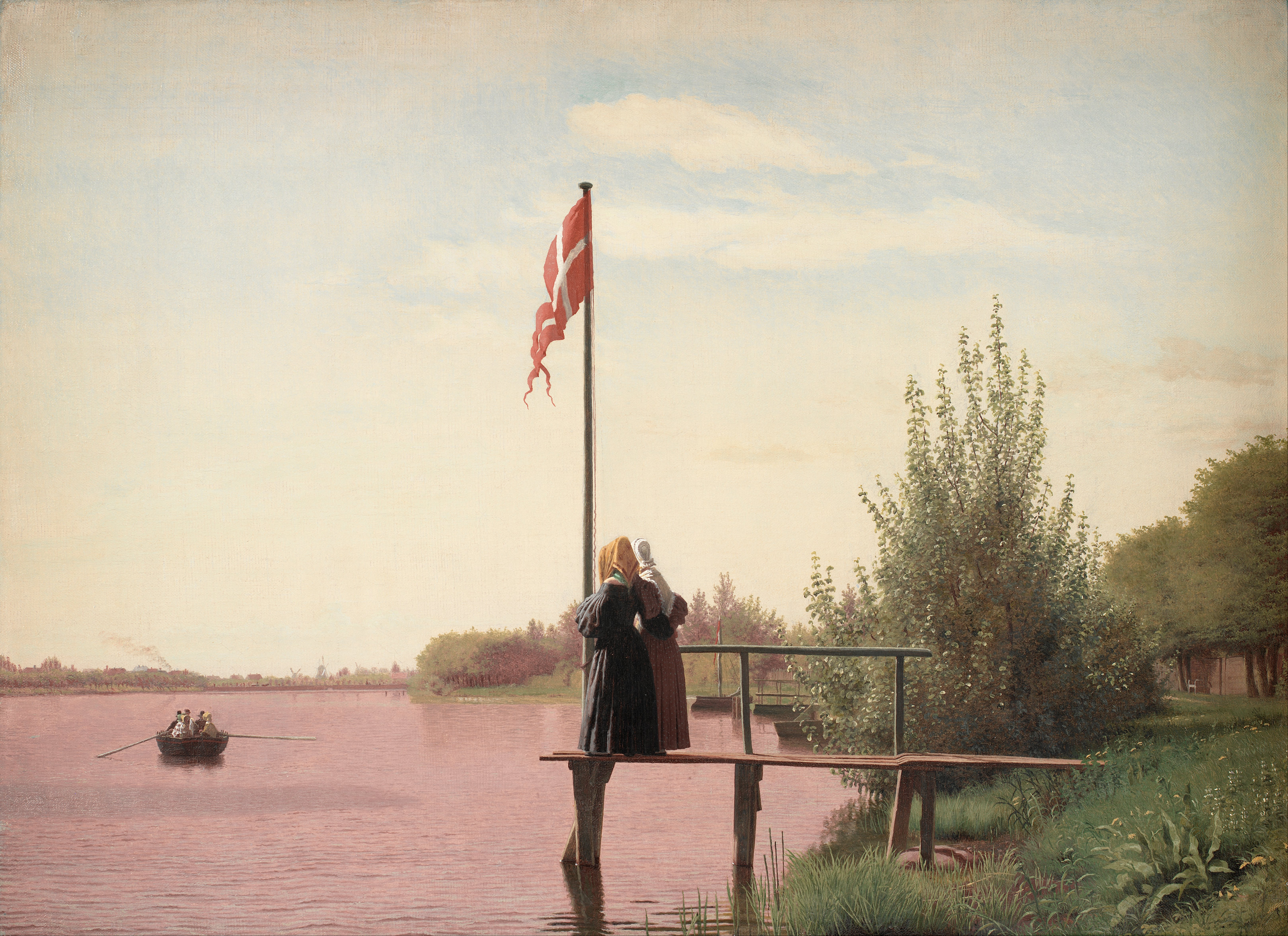
Utsikt från Dosseringen vid Sortedamssøen mot Nørrebro (1838), Statens Museum for Kunst.
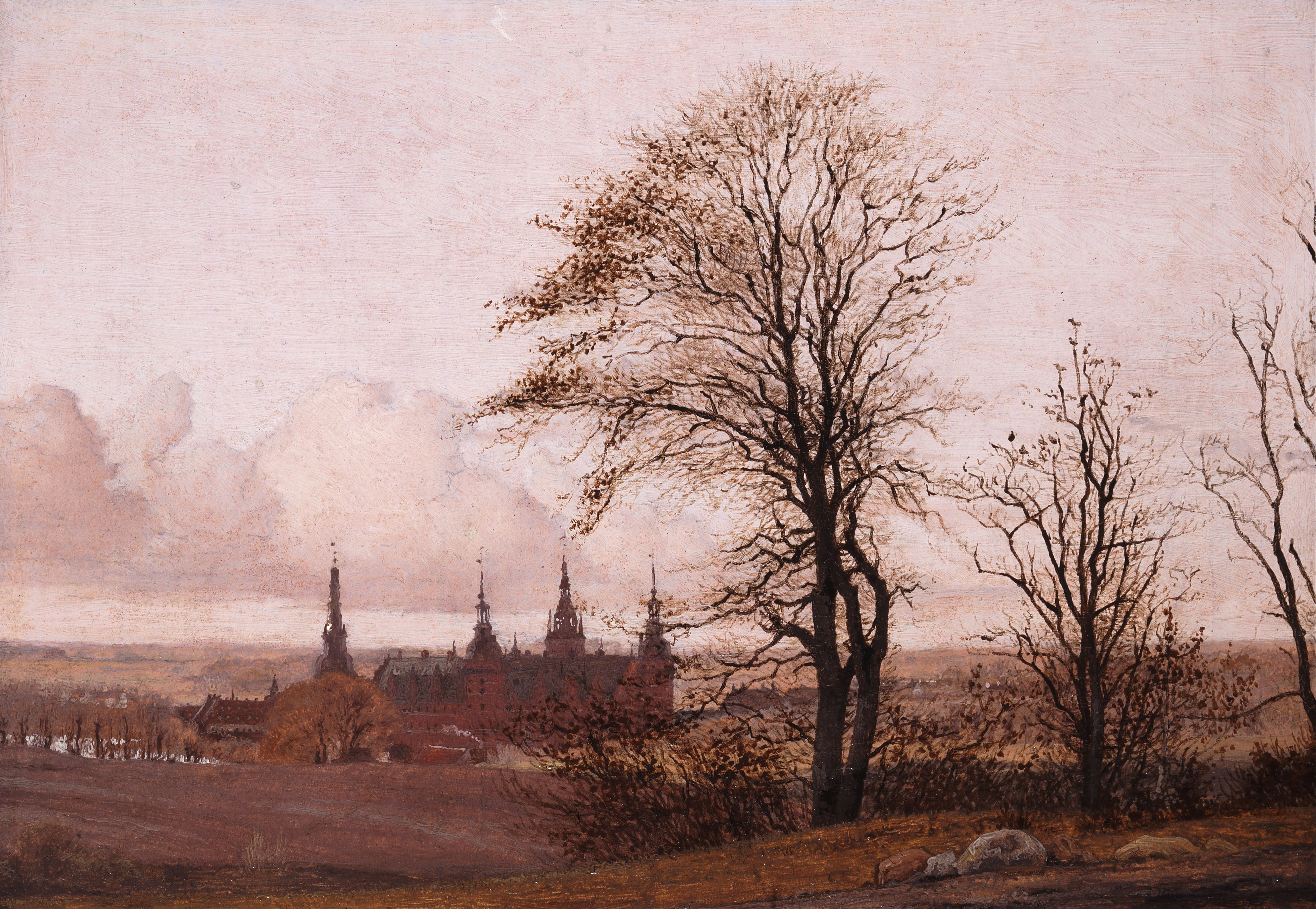
Sortedamssøen
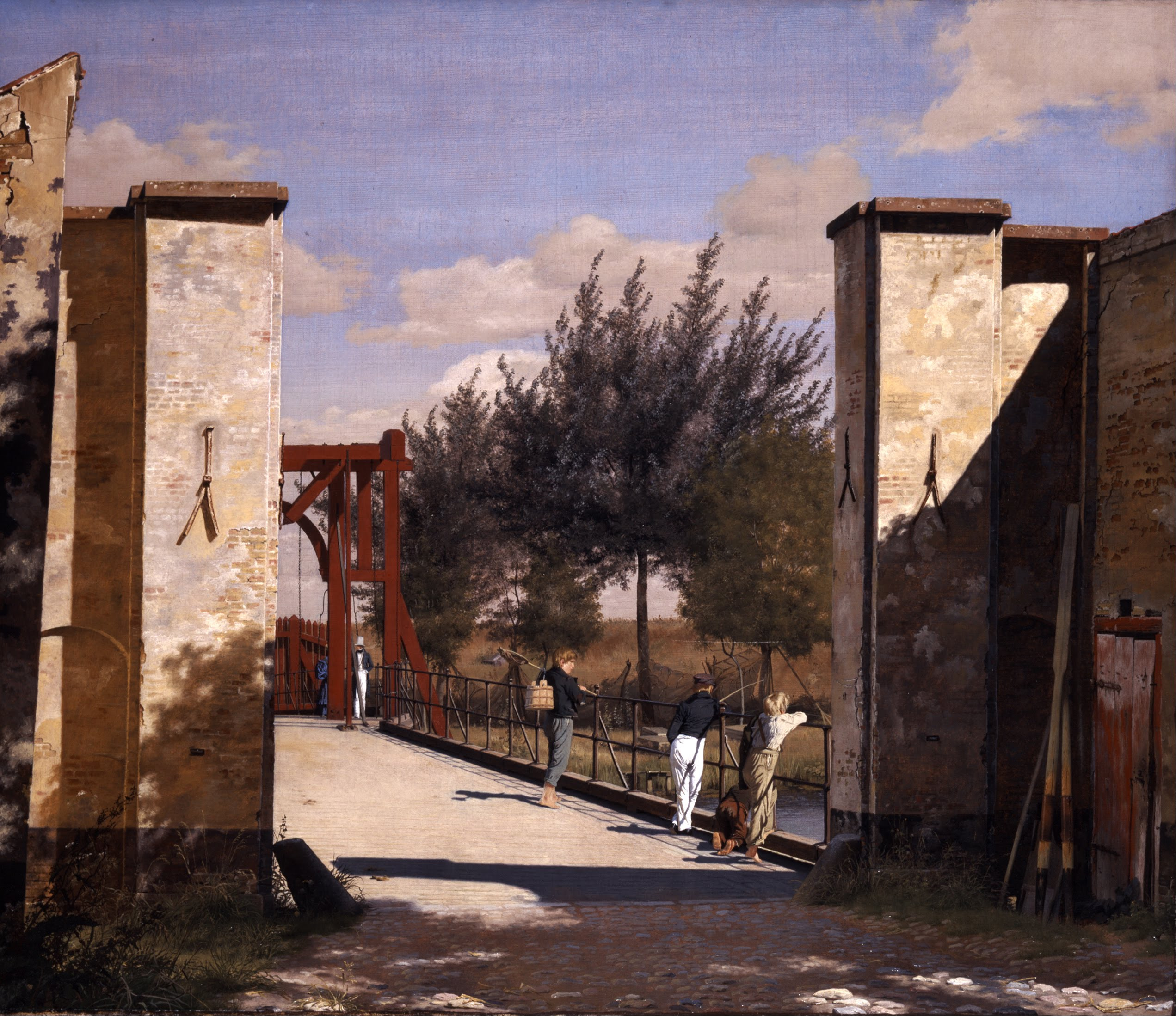
Norra porten på kastellet